# Douglas Reed
Douglas Lancelot Reed (n. 11 martie 1895, Londra, Regatul Unit al Marii Britanii și Irlandei – d. 26 august 1976, Durban, Africa de Sud) a fost un romancier și comentator politic britanic. Cartea sa Insanity Fair („Târgul Nebuniei”, 1938) a examinat starea Europei și megalomania lui Adolf Hitler înainte de cel de-al Doilea Război Mondial. Ulterior, Reed a crezut că există o conspirație sionistă de lungă durată de a impune un guvern mondial umanității înrobite. El a fost, de asemenea, un anticomunist ferm și a considerat că nazismul a fost menit să promoveze obiectivele „Imperiului Comunist”. Când The Times i-a publicat necrologul, l-a condamnat pe Reed ca un „antisemit virulent”. 

## Biografie
La 13 ani, Reed a început să lucreze într-un birou, iar de la 19 ani ca funcționar de bancă⁠(d). La declanșarea Primului Război Mondial s-a înrolat în Armata Britanică. S-a transferat la Royal Flying Corps⁠(d), unde a distrus un singur inamic în luptă aeriană și și-a ars grav fața într-un accident de zbor (cf. Insanity Fair, 1938). 
În jurul anului 1921, a început să lucreze ca telefonist și funcționar pentru The Times. La 30 de ani a ajuns editor adjunct. În 1927, a lucrat ca un corespondent asistent la Berlin, transferându-se ulterior la Viena în calitate de corespondent șef în Europa Centrală. A continuat să furnizeze rapoarte din capitale europene, inclusiv Varșovia, Moscova, Praga, Atena, Sofia, București și Budapesta.
Conform spuselor lui Reed, a demisionat în semn de protest față de împăciuirea cu Hitler după Acordul de la München din 1938. În Undeva la sud de Suez: un studiu suplimentar al marelui design al secolului al XX-lea (1949), Reed a scris că demisia sa a venit ca răspuns la cenzura presei care l-a împiedicat să raporteze pe deplin „fapte despre Hitler și național-socialismul”. El credea că dacă va fi un „jurnalist fără ziar”, va fi liber să scrie așa cum vrea.
Cartea sa din 1938, Insanity Fair, care analizează situația din Europa de dinainte de război, i-a adus faima în întreaga lume. Următoarele sale cărți au fost, de asemenea, bestselleruri.
Reed a petrecut durata celui de-al Doilea Război Mondial în Anglia; în 1948, s-a mutat la Durban, Africa de Sud. În cartea sa din 1951 Far and Wide („În depărtare”), el a scris că „în timpul celui de-al Doilea Război Mondial a observat că cifrele pierderilor evreilor, în locurile în care războiul a făcut imposibilă verificarea, au fost exagerate iresponsabil și a scris acest lucru într-o carte. Procesul a continuat până în sfârșitul războiului când s-a ajuns la cifra de șase milioane... Nu există nicio dovadă”. Reed a fost ulterior interzis de editorii și vânzătorii de cărți consacrați, iar titlurile sale anterioare au fost adesea eliminate de pe rafturile bibliotecilor.
Reed a petrecut câțiva ani ca un autor consacrat și publicat, inclusiv la New York și Montreal, lucrând la lucrarea sa de magnum opus The Controversy of Zion („Controversa Sionului”). În ciuda unor tratative inițiale cu un editor, manuscrisul nu a fost niciodată trimis de Reed. 
În anii 1960, Reed s-a opus decolonizării Africii. În cartea sa The Battle for Rhodesia  („Bătălia pentru Rhodesia”, 1966), el a comparat în mod explicit decolonizarea cu împăciuirea lui Hitler; el a susținut declarația unilaterală de independență a lui Ian Smith față de Regatul Unit, susținând că Rhodesia lui Smith trebuia apărată ca „ultimul bastion împotriva celui de-al Treilea Război Mondial”, așa cum Cehoslovacia ar fi trebuit să fie apărată împotriva lui Hitler în 1938.
Reed a murit la Durban în 1976. Doi ani mai târziu, The Controversy of Zion („Controversa Sionului”) a fost în sfârșit publicată, manuscrisul zăcând pe un dulap din casa lui Reed timp de peste două decenii. 

## Critică
Richard Thurlow⁠(d) a afirmat că Reed a fost unul dintre primii scriitori antisemiți care a negat exterminarea evreilor de către Hitler.
Într-o recenzie a lui Reed, Lest We Regret („Să nu regretăm”), scrisă în 1943 de George Orwell acesta l-a comparat pe Reed, datorită avertismentelor sale timpurii neascultate despre naziști, cu prințesa mitologică greacă Casandra. Orwell a scris însă că Reed a respins persecuția naziștilor împotriva evreilor germani și chiar pogromurile, ca fiind doar „propagandă”. Reed a citat o povestire în Daily Herald despre germani îmbrăcați ca fotbaliști care joacă fotbal cu 500 de bebeluși evrei pe un stadion din apropiere de Kiev care ar fi fost „aruncați și loviți cu picioarele în jurul arenei”. Această povestire a fost, de asemenea, respinsă în New Statesman drept o „fabricație completă” și „prostii”.  Orwell a rezumat cartea lui Reed astfel: „notele dominante fiind înapoi la pământ, mai multă emigrare, jos cu roșii și, mai presus de toate, jos cu evreii”. Orwell a avertizat că Reed are un „stil jurnalistic ușor”, declarând că este un „scriitor persuasiv” care era „capabil să facă mult rău în rândul publicului larg căruia i se adresează”. Orwell a comparat perspectiva lui Reed cu cea a disidentului nazist antihitlerist Otto Strasser⁠(d) și a liderului fascist britanic Oswald Mosley. 

## Lucrări scrise
- The Burning of the Reichstag, Arderea Reichstagului (1934)
- Insanity Fair: A European Cavalcade, Târgul nebuniei: o cavalcadă europeană (Jonathan Cape, 1938)
- Disgrace Abounding, Rușinea abundă (fără, 1939)
- Fire and Bomb: A comparison between the burning of the Reichstag and the bomb explosion at Munich, Foc și bombe: o comparație între arderea Reichstagului și explozia bombei de la München (f., 1940)
- Nemesis? The Story of Otto Strasser⁠(d), Nemesis? Povestea lui Otto Strasser (1940)
- History in My Time de Otto Strasser (tradus din limba germană de Douglas Reed), (do, 1941)
- A Prophet at Home, Un profet acasă (fă., 1941)
- All Our Tomorrows, Toate zilele noastre de mâine (do., 1942)
- Downfall, Căderea, piesă de teatru (do., 1942)
- Lest We Regret (do., 1943)
- The Next Horizon: Or, Yeomans' Progress, roman (fă., 1945)
- Galanty Show, roman, (fă., 1947)
- From Smoke to Smother (1938–1948): A Sequel to Insanity Fair, From Smoke to Smother (1938–1948): O continuare a Târgului Nebuniei (1948)
- Reasons of Health, Motive de sănătate, roman, (1949)
- Somewhere South of Suez: A further survey of the grand design of the twentieth century, Undeva la sud de Suez: un studiu suplimentar al designului măreț al secolului al XX-lea (do., 1949)
- Far and Wide (fără, 1951)
- Prisoner of Ottawa, Prizonierul din Ottawa (1953)
- The Controversy of Sion (terminat în 1956, dar publicat pentru prima dată în 1978)
- The Battle for Rhodesia, Bătălia pentru Rhodesia (HAUM, 1966)
- The Siege of Southern Africa, Asediul Africii de Sud ( Macmillan, Johannesburg, 1974),ISBN: 0-86954-014-9
- Behind the Scene, În spatele scenei (Parteaa a 2-a din Far and Wide) (Dolphin Press, 1975; Noontide Press, 1976,ISBN: 0-911038-41-8 )
- The Grand Design of the 20th Century, Marele design al secolului al XX-lea (Dolphin Press, 1977)
- Rule of Three, Regula celor trei, roman [14]